# Sistema de defesa antiaérea portátil
FIM-92 Stinger (EUA)

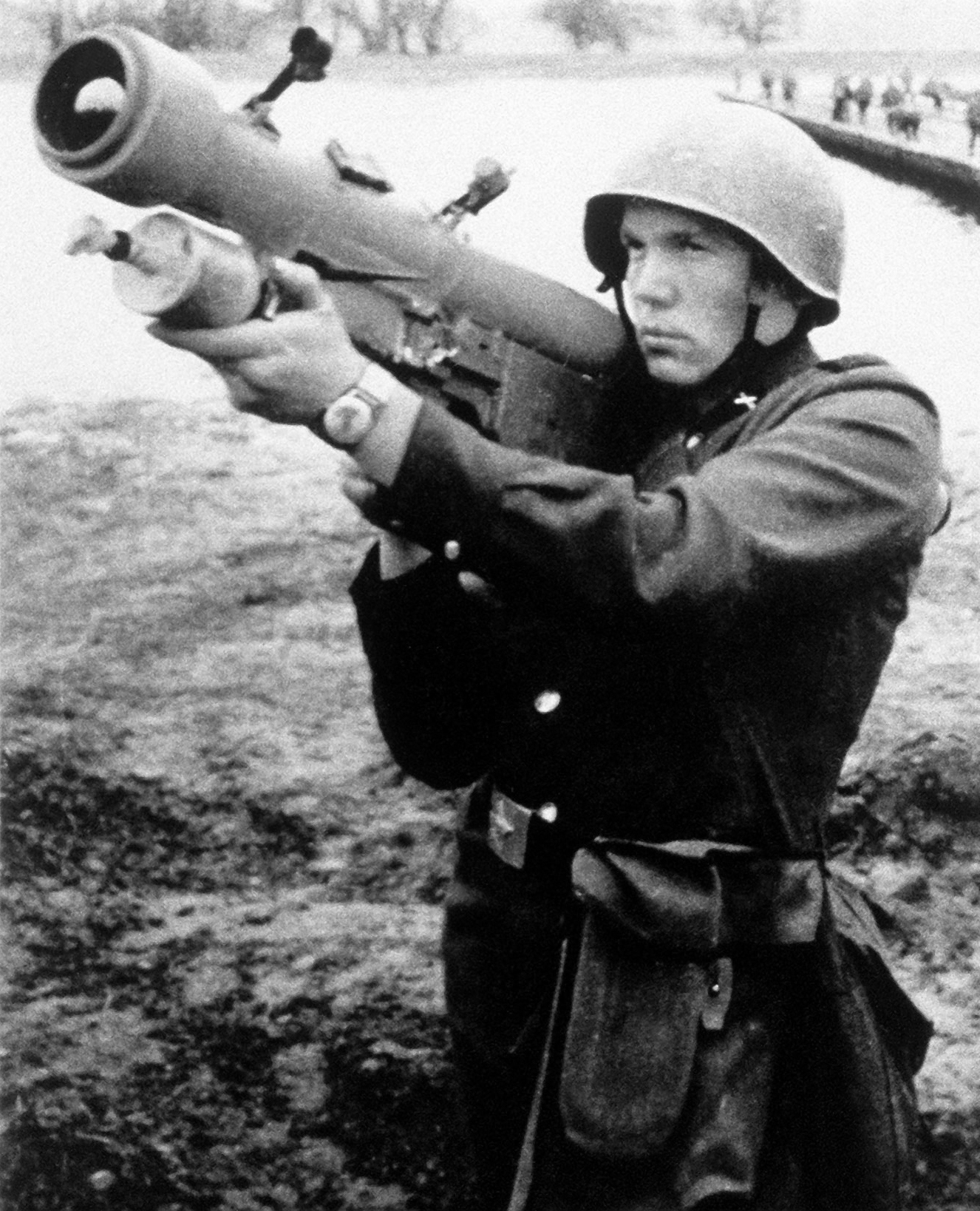
Um Soviético SA-7 em uso.

Sistemas de defesa antiaérea portáteis (em inglês: Man-portable air-defense systems, MANPADS ou MPADS) são mísseis superfície-ar portáteis. Eles são armas guiadas e são ameça para aeronaves de voo em baixas altitudes, especialmente helicópteros.

## Visão geral
MANPADS foram desenvolvidos na década de 1950, para prover às forças militares no chão meios de proteção contra aeronaves a jato. Eles receberam grande atenção, parcialmente porque grupos armados usaram eles contra aeronaves da aviação comercial. Estes mísseis, são baratos e amplamente acessíveis por uma variedade de recursos, e tem sido usados de maneira bem sucedida nas últimas três décadas tanto em conflitos militares quanto por organizações terroristas.

Vinte e cinco países, incluindo o Reino Unido, os Estados Unidos, Suécia e a Rússia produzem os sistemas de MANPADS. Possessão, exportação, e tráfico de tais armas é restritamente controlados oficialmente, devido à sua ameaça que podem apresentar para a aviação civil, apesar de que tais esforços nem sempre foram bem sucedidos.